# Spanilidae
De Spanilidae zijn een familie van uitgestorven tweekleppigen uit de orde Cyrtodontida.